# 수도고 배틀
수도고 배틀(일본어: 首都高バトル) 또는 도쿄 익스트림 레이서(Tokyo Xtreme Racer, 東京エクストリームレーサー)는 겐키가 만든 스트리트 레이싱에서 영감을 받은 아케이드 레이싱 비디오 게임 시리즈이다. 도쿄도의 수도고속도로를 배경으로 한다. 첫 작품인 수도고 배틀 '94: 드리프트 킹은 1994년 슈퍼 패미컴으로 출시되었으며, 가장 최근 작품은 2025년 1월 23일 PC에서 앞서 해보기로 출시된 Tokyo Xtreme Racer이다. 이는 2007년 9월 마지막 주요 출시 이후 18년 만에 겐키의 첫 주요 플랫폼 레이싱 게임 출시이다.
이 시리즈는 크레이브 엔터테인먼트에서 배급할 때 Tokyo Xtreme Racer라는 이름으로 가장 흔하게 현지화되었지만, 다른 배급사는 특정 작품에 완전히 다른 이름을 붙였다. 예를 들어 자레코와 THQ International에서 배급할 때는 도쿄 하이웨이 배틀(Tokyo Highway Battle)로, 유비소프트에서는 임포트 튜너 챌린지(Import Tuner Challenge)로, 심지어 코나미에서 출시될 때는 스트리트 슈퍼머시(Street Supremacy)로도 불렸다. 가이도 배틀이라는 서브 시리즈도 있으며, 이 시리즈는 토게 레이싱과 드리프트에 중점을 둔다.

## 게임플레이
수도고 배틀 시리즈는 고속도로 스트리트 레이싱에 중점을 두며, 주로 1990년대 실제 일본 고속도로인 수도고속도로와 완간선에서의 지하 와간 레이싱 현장에서 영감을 받았다. 여기서 플레이어는 지하 와간 레이싱 현장에서 최고가 되려는 고독한 스트리트 레이서를 조종한다.
이 시리즈의 주요 독특한 레이싱 메커니즘은 "SP 배틀" 시스템이다. 각 경쟁자는 "스피릿 포인트"(SP) 게이지를 가지고 있으며, 뒤처지거나 장애물에 부딪히면 게이지가 줄어든다. 목표는 자신의 게이지를 유지하면서 앞서나가거나 상대방이 실수하도록 유도하여 상대방의 SP 바를 0으로 만드는 것이다. 레이스는 어느 한쪽의 게이지가 0이 되거나 두 차량 간의 상당한 거리가 확보될 때 종료된다.
레이서들은 고속도로를 자유롭게 돌아다니며 상대에게 도전할 수 있다. 상대는 일반적으로 라이벌 팀의 일원이거나 고독한 "방랑자"이다. 도전은 근처 차량에 헤드라이트를 깜빡이는 것으로 시작된다. 레이스에서 승리하면 돈을 벌 수 있으며, 이 돈으로 차량 성능을 업그레이드하고 시각적인 맞춤화를 강화하거나 새로운 차량을 잠금 해제할 수 있다. 시리즈의 진행 시스템은 특정 라이벌과 보스를 물리치는 것을 중심으로 이루어지며, 궁극적으로 엘리트 레이서와의 최종 대결로 이어진다.

## 역사
| 1994 | 수도고 배틀 '94 |
| 1995 | 수도고 배틀 2 Highway 2000 |
| 1996 | 토게 덴세츠: 사이소쿠 배틀 Tokyo Highway Battle 완간 데드 히트 플러스 리얼 어레인지 수도고 배틀 가이덴                                   |
| 1997 | 수도고 배틀 '97 수도고 배틀 R |
| 1998 | 캇토비 튠 |
| 1999 | 수도고 배틀 |
| 2000 | 수도고 배틀 2 |
| 2001 | 수도고 배틀: 제로 수도고 배틀 H" |
| 2002 | 수도고 배틀 I 수도고 배틀 EZ 수도고 배틀 (모바일)                                                                                        |
| 2003 | 수도고 배틀 온라인 수도고 배틀 드리프트 수도고 배틀 3 수도고 배틀 온라인 스페셜 팩                                                       |
| 2004 | Kaidō Battle 2: Chain Reaction |
| 2005 | 수도고 배틀 에볼루션 수도고 배틀 어드밴스 스트리트 슈퍼머시 레이싱 배틀: C1 그랑프리 수도고 배틀: 드리프트 2 수도고 배틀 에볼루션 플러스 |
| 2006 | 수도고 배틀 에볼루션 임포트 튜너 챌린지                                                                                                  |
| 2007 | |
| 2008 | |
| 2009 | |
| 2010 | |
| 2011 | 수도고 배틀 (모바일) |
| 2012 | |
| 2013 | |
| 2014 | |
| 2015 | |
| 2016 | |
| 2017 | 수도고 배틀 엑스트림 (모바일) |
| 2018 | |
| 2019 | |
| 2020 | |
| 2021 | |
| 2022 | |
| 2023 | |
| 2024 | |
| 2025 | Tokyo Xtreme Racer |

이 시리즈는 원래 "드리프트 킹"이라는 부제를 가지고 있었으며, 이는 스트리트 레이싱 및 프로 레이싱 드라이버 츠치야 케이치의 상표명 별칭에서 따온 것이다. 츠치야 케이치는 첫 번째 수도고속 트라이얼 에피소드에 출연했으며, 당시 팀 매니저였던 반도 레이싱 프로젝트의 마사키 반도와 함께 게임을 홍보했다.

### 세가 새턴 스핀오프
1990년대에 겐키는 세가 새턴용 고속도로 드리프트/성인 콘텐츠(현지화된 Highway 2000에서 생략됨) 지향 수도고 배틀 스핀오프 시리즈인 완간 데드 히트를 제작했으며, 플레이스테이션용 서킷/튜닝 에디션 독점 에피소드인 캇토비 튠은 수도고 배틀 시리즈를 새로운 방향으로 이끌어 드림캐스트 버전과 전 세계적인 인정 및 배급으로 이어졌다. 캇토비 튠은 인기 일본 자동차 튜닝 잡지인 Rev Speed의 감독 하에 편집되었으며, RE Amemiya, 스푼, Mine's, Trial, "RS 야마모토", Garage Saurus 및 JUN Auto와 같은 7개의 라이선스 프로 튜너가 등장하며, 레이싱 배틀: C1 그랑프리와 영향력 있는 그란 투리스모 시리즈에도 수년 후에 등장했다.

### 수도고 배틀 콘솔 게임 연대기
전체 수도고 배틀 시리즈는 서양에서 "Tokyo Xtreme Racer" 시리즈로 불렸지만, "Tokyo Xtreme Racer"라는 공식 타이틀이 붙은 게임은 일부에 불과했다. 게임들은 지역별로 다른 이름을 받아 혼란을 더했다.
| 오리지널 일본 제목                                                             | 연도 (JPN)  | 미국 제목                          | PAL 제목                  | 콘솔 | 참고 |
| ------------------------------------------------------------------------------ | ----------- | ---------------------------------- | ------------------------- | ---- | --- |
| 수도고 배틀 首都高バトル                                                       | 1999        | Tokyo Xtreme Racer                 | Tokyo Highway Challenge   | DC   | |
| 수도고 배틀 2 首都高バトル 2                                                   | 2000        | Tokyo Xtreme Racer 2               | Tokyo Highway Challenge 2 | DC   | |
| 수도고 배틀 0 首都高バトル0                                                    | 2001        | Tokyo Xtreme Racer: Zero           | Tokyo Xtreme Racer        | PS2  | PAL 지역 이름은 이전 "Tokyo Xtreme Racer"(1999)와 혼동하지 않아야 함. 세가 드림캐스트에서 미국 지역으로 출시됨. |
| 가이도 배틀: 닛코, 하루나, 롯코, 하코네' 街道バトル 〜日光・榛名・六甲・箱根〜 | 2003 (Feb)  | Tokyo Xtreme Racer: Drift (2006)   | 출시되지 않음.            | PS2  | 가이도 배틀 서브 시리즈, 첫 번째 작품                                                                           |
| 수도고 배틀 01 首都高バトル01                                                  | 2003 (July) | Tokyo Xtreme Racer 3               | 출시되지 않음.            | PS2  | |
| Kaidō Battle 2: Chain Reaction 街道バトル2 CHAIN REACTION                      | 2004        | 출시되지 않음.                     | 가이도 레이서 (2005)      | PS2  | 가이도 배틀 서브 시리즈, 두 번째 작품                                                                           |
| 가이도: 토게노 덴세츠 KAIDO 峠の伝説                                           | 2005        | Tokyo Xtreme Racer: Drift 2 (2007) | 가이도 레이서 2 (2006)    | PS2  | 가이도 배틀 서브 시리즈, 세 번째 작품                                                                           |

### 가이도 배틀
가이도 배틀(街道バトル, Kaidōbatoru, lit. "하이웨이 배틀")은 겐키가 제작한 플레이스테이션 2용 스핀오프 시리즈이다. 토게 레이싱에 중점을 두며 드리프트에 크게 집중한다. 현재 이 프랜차이즈에는 세 개의 게임이 있으며, 그 중 두 개는 크레이브 엔터테인먼트에 의해 Tokyo Xtreme Racer라는 이름으로 북미에서 출시되었다.
이 시리즈는 주요 수도고 배틀 게임과 마찬가지로 라이선스 차량과 실제 일본 산악 도로를 코스로 포함한다. 컨퀘스트 모드에서 플레이어는 낮에 드리프트 대회에 참가하며, 드리프트를 더 오래 유지하거나 드리프트 조합을 빠르게 할수록 더 많은 점수를 얻지만, 벽이나 가드레일에 부딪히면 점수를 얻지 못한다. 이렇게 해서 플레이어는 새 차를 사거나 개조하는 데 사용할 돈을 번다. 낮 레이싱에서는 스폰서 레이스도 진행되며, 이는 스폰서가 정한 레이싱 챌린지의 한 종류이다. 스폰서 챌린지에서 이기면 플레이어는 스폰서를 얻는다. 스폰서는 플레이어에게 더 좋은 부품과 드리프트 대회에서 승리했을 때 추가 보너스를 제공한다.
밤에는 주차장에서 라이벌에게 도전하여 수도고 배틀/Tokyo Xtreme Racer와 유사한 방식으로 레이스할 수 있다. 먼저 체력 바가 고갈되는 쪽이 패배한다. 그러나 결승선을 먼저 통과하는 레이서가 레이스에서 승리한다. 밤 동안 플레이어는 코스의 미니 보스 유형인 "트릭스터"와 마주하게 된다. 모든 트릭스터를 물리치면 코스의 메인 보스("슬래셔"라고 함)가 게임 내 BBS 시스템을 통해 플레이어에게 도전한다. 슬래셔를 물리친 후 플레이어는 다음 단계로 진행할 수 있다. 마지막 코스의 최종 보스는 "이모셔널 킹"이라고 불린다.
가이도 배틀의 스토리는 히로키 고우카미가 수도고 배틀의 스피드 킹인 모토야 이와사키를 포함한 모든 슬래셔를 물리치고, 이로하자카에서 노란색 판테라 GTS를 탄 가이도 회장이자 1대 이모셔널 킹인 하마가키에게 도전할 때 전개된다. 이렇게 함으로써 고우카미는 새로운 이모셔널 킹이 되고, 하마가키는 트릭스터가 된다.
가이도 배틀 2: 체인 리액션에서는 타츠 조우시가야가 18세의 나이로 도착한다. 고우카미와 마찬가지로 그는 모든 슬래셔를 물리치고, 아소에서 랜서 에볼루션 3를 탄 고우카미 자신, 겐키 S2000 터보를 탄 하마가키, 그리고 스카이라인 GT-R을 탄 비밀 라이벌 그라운드 제로 가시오카까지 물리친다. 하지만 패배했기 때문에 고우카미는 홋카이도로 떠나고 가이도 서킷은 혼란에 빠진다.
이를 해결하기 위해 가이도: 토게노 덴세츠에서는 조우시가야가 미라클 서밋이 되어 검은색 스바루 임프레자 프로토타입 랠리 카를 운전하고, 자오의 슬래셔인 쿄이치 이마이즈미가 앱솔루트 엠페러가 되어 흰색 르노 클리오 V6 페이즈 2를 운전한다. 이 드라이버들은 이제 가이도 서킷에서 가장 빠르다. 한편, 이와사키가 이끄는 도쿄의 13악마가 가이도 서킷으로 와서 정복하려는 의도를 가지고 있다. 악마로부터 서킷을 보호하기 위해 그들은 또 다른 팀인 킹덤 투웰브를 만든다. 처음에는 그들의 리더의 정체가 알려지지 않았다.
이번에는 영웅도 알려지지 않았으며, 이마이즈미와 조우시가야를 포함한 모든 사람을 이길 수 있다. 그들을 이김으로써 그는 킹덤 투웰브와 13악마의 멤버들을 물리칠 수 있다. 이메일을 통해 팀버스래시를 이긴 후 킹덤 투웰브의 리더의 정체가 알려진다. 그는 하마가키였다. 그와 이와사키를 이긴 후 영웅은 고우카미와 대결하여 그를 이긴다. 그리고 이러한 사건 이후 진실이 밝혀진다. 하마가키는 이모셔널 킹 타이틀을 잃은 이후 여전히 분노하고 있었다.
따라서 가이도 배틀 2: 체인 리액션에서 그는 모든 라이벌에게 도전하고 결국 아소에서 고우카미에게 다시 도전했다. 그러나 고우카미가 다시 이겼고, 하마가키는 이전보다 더 분노했다. 결국 이와사키가 우울해졌기 때문에 하마가키는 그를 가이도 서킷으로 유혹했지만, 그렇게 함으로써 그를 조종했고, 악마가 그의 진짜 목표를 알지 못하는 동안 그의 팀이 악마로부터 서킷을 보호한다고 모두에게 거짓말했다. 그의 진짜 목표는 가장 빠른 랠리 팀과 하이웨이 팀을 창설하는 것이었다.
가이도 배틀 서브 시리즈 게임
- 가이도 배틀 (2003). 2006년 북미에서 Tokyo Xtreme Racer: Drift로 출시.
- Kaidō Battle 2: Chain Reaction (2004). 2005년 유럽에서 가이도 레이서로 출시. 북미에서는 출시되지 않음.
- 가이도 배틀: 토게노 덴세츠 (2005). 2007년 북미에서 Tokyo Xtreme Racer: Drift 2로 출시, 2006년 유럽에서 가이도 레이서 2로 출시.

### 드리프트
D1 그랑프리 드리프트 챔피언십은 새로운 시리즈 레이싱 배틀: C1 그랑프리에 영감을 주었다. 이 게임은 2005년에 출시되었으며, 1997년 드리프트 서킷 기반 수도고 배틀 가이덴과 캇토비 튠에서 도입된 "수도고 배틀 서킷 + RPG" 개념의 연속성을 기억하게 한다. 이 장르는 제로4 챔프 시리즈와 가깝다.
첫 번째이자 유일한 에피소드는 "C1 그랑프리"라는 태그라인을 가지고 있으며, 이는 D1 GP와 수도고속도로의 Inner Circular Route이자 수도고 배틀 시리즈의 대부분 에피소드의 서킷인 루트 C1에 대한 이중 참조이다.

### 분노의 질주
겐키는 또한 수도고 배틀 시리즈의 일부는 아니지만 관련 게임인 동명의 영화 프랜차이즈를 기반으로 한 분노의 질주 (영화)를 개발하고 있었다. 2003년 E3에서 선보였으며, 오픈 월드 게임으로 구상되었다. 이 게임은 Vivendi Universal Games가 배급하고 2003년 후반에 플레이스테이션 2, 2004년에 엑스박스로 출시될 예정이었다. 그러나 결국 취소되었다.

## 수도고 배틀 게임 목록
| 해외 제목                                           | 일본 제목                                                                       | 최초 출시일 (YYYY/MM)                            | 플랫폼                                             | 비디오 게임 개발자             | 비디오 게임 배급사                             |
| --------------------------------------------------- | ------------------------------------------------------------------------------- | ------------------------------------------------ | -------------------------------------------------- | ------------------------------ | ---------------------------------------------- |
| -                                                   | 수도고 배틀 '94 츠치야 케이치 드리프트 킹                                       | 1994/05/27                                       | 슈퍼 패미컴                                        | 겐키                           | 불릿 프루프 소프트웨어                         |
| -                                                   | 수도고 배틀 2: 드리프트 킹 츠치야 케이치 & 반도 마사아키                        | 1995/02/24                                       | 슈퍼 패미컴                                        | 겐키                           | 불릿 푸르프 소프트웨어                         |
| -                                                   | 토게 덴세츠: 사이소쿠 배틀                                                      | 1996/03/22                                       | 슈퍼 패미컴                                        | 겐키                           | 불릿 푸르프 소프트웨어                         |
| Tokyo Highway Battle                                | 수도고 배틀: 드리프트 킹 - 츠치야 케이치 & 반도 마사아키                        | 1996/05/03                                       | 플레이스테이션                                     | 겐키                           | 불릿 푸르프 소프트웨어JP 자레코NA/EU THQEU     |
| -                                                   | 수도고 배틀 가이덴: 슈퍼 테크닉 챌린지 - 로드 투 드리프트 킹                    | 1996/12/20                                       | 플레이스테이션                                     | 미츠이                         | 미디어 퀘스트                                  |
| -                                                   | 수도고 배틀 '97: 드리프트 킹 츠치야 케이치 & 반도 마사아키 - 뉴 리미티드 Ver.97 | 1997/02/28                                       | 세가 새턴                                          | 겐키                           | Imagineer SPD2                                 |
| -                                                   | 수도고 배틀 R                                                                   | 1997/04/25                                       | 플레이스테이션                                     | 겐키                           | 겐키                                           |
| -                                                   | 캇토비 튠 (스핀오프)                                                            | 1998/04/23                                       | 플레이스테이션                                     | 겐키                           | 겐키                                           |
| Tokyo Xtreme RacerNA Tokyo Highway ChallengePAL     | 수도고 배틀                                                                     | 1999/06/24                                       | 드림캐스트                                         | 겐키                           | 겐키JP 크레이브 엔터테인먼트NA/EU 유비소프트EU |
| Tokyo Xtreme Racer 2NA Tokyo Highway Challenge 2PAL | 수도고 배틀 2                                                                   | 2000/06/22                                       | 드림캐스트                                         | 겐키                           | 겐키JP 크레이브 엔터테인먼트NA/EU 유비소프트EU |
| Tokyo Xtreme Racer: ZeroNA Tokyo Xtreme RacerPAL    | 수도고 배틀 0                                                                   | 2001/03/15                                       | 플레이스테이션 2                                   | 겐키                           | 겐키JP 크레이브 엔터테인먼트NA/EU 유비소프트EU |
| 완간 미드나이트NA(아케이드)                         | 완간 미드나이트                                                                 | 2002/03/28                                       | 플레이스테이션 2JP, 남코 시스템 246NA/JP(아케이드) | 겐키                           | 겐키JP(PS2) 남코NA/JP(아케이드)                |
| -                                                   | 수도고 배틀 온라인                                                              | 2003/01/09                                       | 마이크로소프트 윈도우                              | 겐키 레이싱 프로젝트           | 겐키                                           |
| Tokyo Xtreme Racer: DriftNA                         | 가이도 배틀: 닛코, 하루나, 롯코, 하코네                                         | 2003/02/27 (JP) 2006/4/18 (NA)                   | 플레이스테이션 2                                   | 겐키 레이싱 프로젝트           | 겐키JP 크레이브 엔터테인먼트NA                 |
| Tokyo Xtreme Racer 3NA                              | 수도고 배틀 01                                                                  | 2003/07/24                                       | 플레이스테이션 2                                   | 겐키 레이싱 프로젝트           | 겐키JP 크레이브 엔터테인먼트NA                 |
| -                                                   | 수도고 배틀 온라인 스페셜 팩 "스피드 마스터"                                    | 2003/08/06                                       | 마이크로소프트 윈도우                              | DigiCube, 겐키 레이싱 프로젝트 |                                                |
| 가이도 레이서PAL                                    | Kaidō Battle 2: Chain Reaction                                                  | 2004/02/26                                       | 플레이스테이션 2                                   | 겐키 레이싱 프로젝트           | 코나미                                         |
| Tokyo Xtreme Racer 어드밴스                         | -                                                                               | 2005/04/20                                       | 게임보이 어드밴스                                  | David A. Palmer Productions    | 크레이브 엔터테인먼트PAL                       |
| Street SupremacyNA/PAL                              | 수도고 배틀                                                                     | 2005/04/21                                       | 플레이스테이션 포터블                              | 겐키 레이싱 프로젝트           | 코나미                                         |
| -                                                   | 레이싱 배틀: C1 그랑프리                                                        | 2005/05/26                                       | 플레이스테이션 2                                   | 겐키 레이싱 프로젝트           | 겐키                                           |
| Tokyo Xtreme Racer: Drift 2NA 가이도 레이서 2PAL    | 가이도 배틀: 토게노 덴세츠                                                      | 2005/07/28 (JP) 2006/12/01 (PAL) 2007/04/17 (NA) | 플레이스테이션 2                                   | 겐키 레이싱 프로젝트           | 겐키JP 크레이브 엔터테인먼트NA 코나미PAL       |
| Import Tuner ChallengeNA/PAL                        | 수도고 배틀 Ten (수도고 배틀 X)                                                 | 2006/07/27                                       | 엑스박스 360                                       | 겐키 레이싱 프로젝트           | 겐키JP 유비소프트NA/PAL                        |
| -                                                   | 완간 미드나이트                                                                 | 2007/07/26                                       | 플레이스테이션 3                                   | 겐키                           | 겐키                                           |
| -                                                   | 완간 미드나이트 포터블                                                          | 2007/09/27                                       | 플레이스테이션 포터블                              | 겐키                           | 겐키                                           |
| Tokyo Xtreme Racer (잠정)                           | 수도고 배틀 (잠정)                                                              | 2025/01/23 (앞서 해보기 버전), 미정 (최종 버전)  | Windows                                            | 겐키                           | 겐키                                           |
| 해외 제목                                           | 일본 제목                                                                       | 최초 출시일 (YYYY/MM)                            | 플랫폼                                             | 비디오 게임 개발자             | 비디오 게임 배급사                             |

### 휴대폰 타이틀
이들은 일본 전용이다.
| 일본 제목                               | 최초 출시일 (YYYY/MM) | 플랫폼           | 개발사      |
| --------------------------------------- | --------------------- | ---------------- | ----------- |
| 수도고 배틀 H                           | 2001                  | Feel H 모바일    | 겐키 모바일 |
| 수도고 배틀 I (J)                       | 2002/02               | I-모드 모바일    | 겐키 모바일 |
| 수도고 배틀 EZ                          | 2002/02               | EZweb            | 겐키 모바일 |
| 수도고 배틀                             | 2002/??               | 보다폰 라이브!   | 겐키 모바일 |
| 가이도 배틀 크로스 액션 퍼스트 스테이지 | 2005                  | ?                | 겐키 모바일 |
| 수도고 배틀 에볼루션                    | 2005/04/04            | I-모드           | 겐키 모바일 |
| 수도고 배틀 에볼루션 플러스 (2)         | 2005/09/06            | I-모드           | 겐키 모바일 |
| 수도고 배틀 에볼루션                    | 2006/01/26            | EZweb            | 겐키 모바일 |
| 가이도 배틀 크로스 액션 세컨드 스테이지 | 2006/06/05            | i-mode           | 겐키 모바일 |
| 수도고 배틀 자동차 센서 버전            | 2007/03/22            | i-mode           | 겐키 모바일 |
| 수도고 배틀 네오                        | 2008/09/18            | EZweb            | 겐키 모바일 |
| 수도고 배틀                             | 2011/11/01            | 모바게           | 겐키        |
| 수도고 배틀 A                           | 2011/??               | 안드로이드       | 겐키 모바일 |
| 수도고 배틀 엑스트림                    | 2017/01/26            | 안드로이드 / IOS | 겐키        |

## 같이 보기
- 수도고속도로
- 이니셜 D
- 분노의 질주 (2001 영화)

## 참고
1. ↑  일본 내 최초 출시를 기재함. 다른 해외 출시는 같은 해에 출시되지 않은 경우에만 기재함.
2. ↑  공식적으로 다른 게임 및 시리즈이지만, 메커니즘 및 자산 측면에서 수도고 배틀 / Tokyo Xtreme Racer 게임이다.